# Новины (Дубенский район)
Новины (укр. Новини) — село в Млиновской поселковой общине Дубенского района Ровненской области Украины.
Население по переписи 2001 года составляло 311 человек. Почтовый индекс — 35134. Телефонный код — 3659. Код КОАТУУ — 5623887603.

## История
В 1946 г. Указом Президиума ВС УССР село Новины-Чешские переименовано в Новины.
До 2020 года входило в Млиновский район.